# چاغلیان (شاوشات)
چاغلیان (به ترکی استانبولی: Çağlıyan) یک منطقهٔ مسکونی در ترکیه است که در شاوشات واقع شده‌است. چاغلیان ۱۰۲ نفر جمعیت دارد.